# Синдикат високог образовања Србије
Синдикат високог образовања Србије (СВОС) је синдикат чији су сви чланови запослени у државном високошколском образовању, и чији се рад финансира из буџета Републике Србије. 
Први председник и оснивач СВОС-а била је др Гордана Бојковић.

## Основни подаци
Синдикат је основан 29. јуна 2005. године, а у Регистар синдиката уписан је 29. септембра исте године. У Регистар синдиката унет је садашњи назив: Синдикат високог образовања Србије, a званична скраћеница СВОС није мењана од 5. маја 2009. године.

### Састав чланства
Чланови СВОС запослени су како у директном извођењу наставе (сарадници, асистенти и наставници) тако и у свим пратећим службама у високошколским установама (укупна администрација, техничко одржавање, библиотекарски рад, маркетиншке службе и др). Организовање СВОС дефинисано је у складу са Статутом СВОС.

### Органи Синдиката
Три основна нивоа организовања су:
- Синдикалне организације — основни ниво организовања у високошколској установи.
- Градски одбори — обезбеђују повезивање синдикалних организација на нивоу одређеног универзитетског центра у Србији, ради усклађенијег и ефикаснијег остваривања права чланова.
- Републички органи СВОС, које сачињавају:
  - Скупштина — формирана од целокупног чланства по делегатском принципу, која бира све остале републичке органе у складу са Статутом.
  - Републички одбор — највиши извршни орган СВОС, на чијем челу је трочлано Председништво (председник, заменик председника, секретар); Председник СВОС је по функцији и председник Председништва
  - Статутарна комисија — даје тумачење Статута и оцењује усклађеност других аката са Статутом, иницира и припрема нацрт новог Статута, као и измене и допуне постојећег
  - Надзорни одбор — врши надзор над имовином и финансијским пословањем
  - Председник — руководи радом Републичког одбора, заступа и представља СВОС.

## Циљеви и задаци
Програмом рада Синдиката високог образовања Србије обухваћене су следеће области:
- Радно-правна заштита
- Заштита материјалног положаја запослених
- Оспособљавање чланства за синдикалне активности
- Повезивање са осталим синдикатима у земљи и иностранству
- Класичне активности синдиката које обухватају организовање комерцијалних услуга за чланове.

Сви побројани задаци остварују се на нивоу појединих синдикалних организација СВОС, као и на нивоу Републике. На нивоу синдикалних организација у реализацији задатака комуницира се са управом високошколске установе, док Републички одбор СВОС задатке под првом и другом тачком реализује у комуницирању са адекватним представницима актуелне Владе, а остале задатке реализује у континуалним активностима својих чланова.